# Regentenstraße 133–135 (Mönchengladbach)

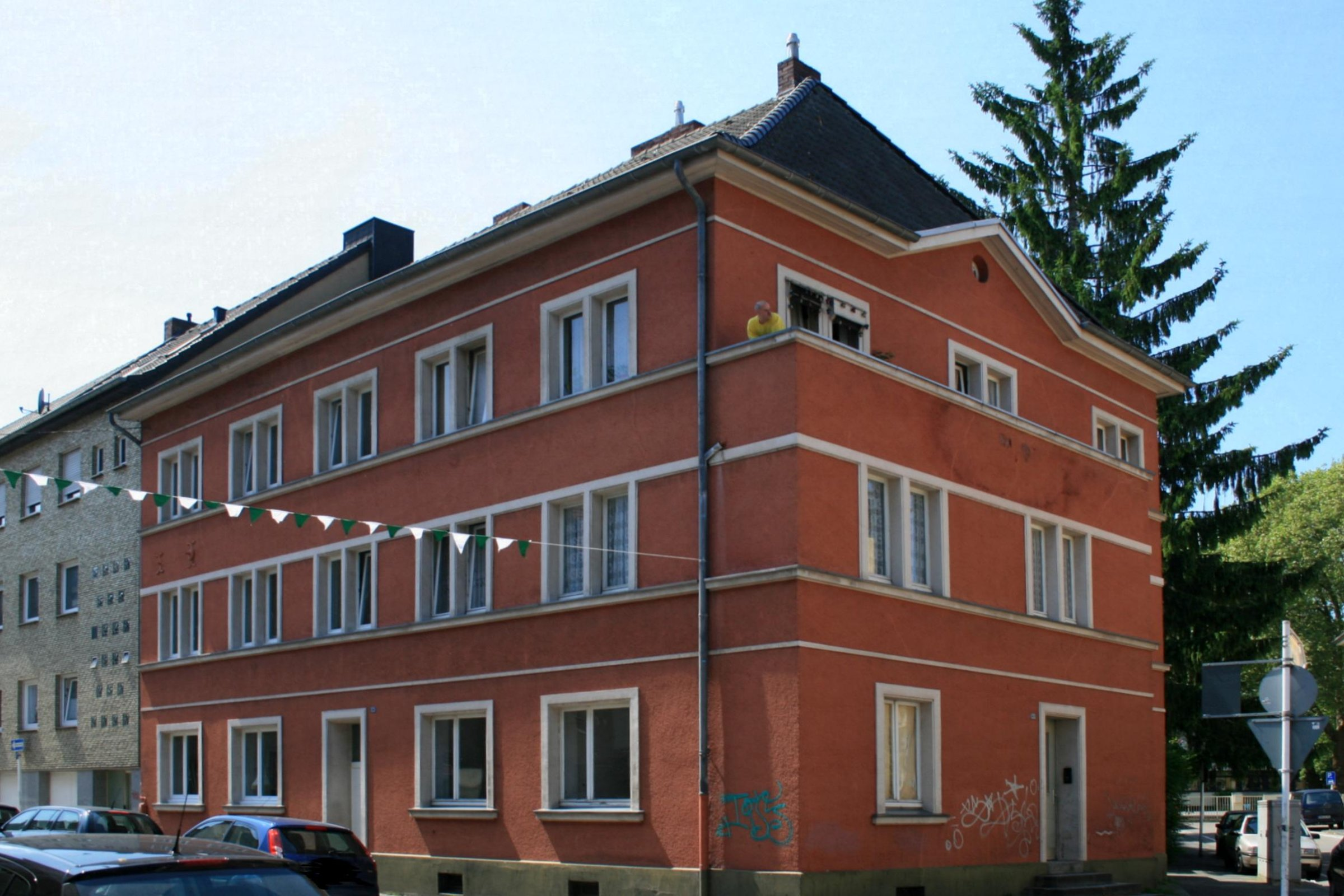
Wohnhaus (2010)

Das Wohnhaus Regentenstraße 133–135 steht im Stadtteil Eicken in Mönchengladbach (Nordrhein-Westfalen).
Das Gebäude wurde 1925 erbaut. Es wurde unter Nr. R 058 am 17. Mai  1989 in die Denkmalliste der Stadt Mönchengladbach eingetragen.

## Lage
Das Gebäude liegt an der Nordseite der Regentenstraße, an der Kreuzung mit der Seitenstraße, die zur Hauptschule in Eicken führt, inmitten einer Ansammlung historischer Häuser. 

## Architektur
Bei dem Haus handelt es sich um ein dreigeschossiges, mehrachsiges, an drei Seiten freistehendes Walmdachhaus. Das an die Zeilenbebauung der Regentenstraße anschließende Eckwohnhaus wurde 1925 von der Stadt Mönchengladbach als dreigeschossiges Mietshaus in der damals üblichen Bauweise der 1920er Jahre errichtet.